# Руанський собор
Руа́нський собо́р (фр. Cathédrale Notre-Dame de Rouen, Собор Руанської Божої Матері) — готичний собор у місті Руан. Кафедральний собор архієпископа Руана та Нормандії, місце коронації та поховання нормандських герцогів. Належить до числа пам'яток національної спадщини Франції. З 1876 до 1880 року був найвищою будівлею світу (151 метр), поступившись цим титулом Кельнському собору.

## Історія
Вперше факт існування руанського єпископа згадується у 314 році. Наприкінці IV століття на місці сучасного собору було зведено базиліку. Археологічні розкопки показують, що єпископський комплекс Руана складався із двох церков, присвячених Божій Матері і святому Стефану, та, ймовірно, баптистерію. У 841 році пожежа під час набігу вікінгів знищила комплекс. Оскільки політична ситуація Руана залишалась невизначеною, комплекс не стали відновлювати. У 911 році Руан став столицею Нормандського герцогства, і перший герцог Ролло хрестився під ім'ям Роберт у простій базиліці. Близько 1020 року починаються роботи над новим собором у романському стилі. Нині від нього збереглась лише крипта. Решта собору зведено у готичному стилі.
Найдавнішою частиною готичного собору є північна вежа (Сен-Ромен), зведена 1145 року. Вона цілком вигоріла 1 червня 1944 року після бомбардувань, від первинної будівлі лишились тільки стіни. Південна вежа (Масляна) була збудована 1485 року. Неф було зведено 1200 році, коли існуючий романський неф впав у результаті пожежі. Єдиний первинний портал, що зберігся — північний, портал Івана Богослова, який представляє сцени з життя Івана Богослова та Івана Предтечі. Його неодноразово реставрували після 1769 року. Два інших портали були сильно пошкоджені у XVI столітті. Архієпископський палац, що складає із собором єдиний комплекс, є сучасником готичного собору.
Собор постраждав від урагану у XVIII столітті, а потім зазнав сильних пошкоджень під час бомбардування Руана авіацією союзних військ у 1944 році в ході Другої світової війни: 19 квітня зазнали сильного пошкодження неф і капели (влучання семи бомб, з яких шість розірвались), а після бомбардування 31 травня вигоріла північна вежа. Під час сильної бурі у грудні 1999 року була пошкоджена дзвіниця.

### Сучасність
Етимологічно собор — це місце катедри, тобто єпископської кафедри. Однак, єпископ не є постійно присутнім храмі. Настоятель — це священник, відповідальний за собор як пам'ятку архітектури і як першу церкву в єпархії.
Разом з церквами Святої Жанни д'Арк, Сен-Годар і Сен-Патріс він входить до складу парафії Нотр-Дам де Руан Центр. Є частиною деканату Руан-Норд Руанської архиєпархії.

### Меси у звичайний час
Щонеділі у храмі служать дві меси, одна з них у супроводі хорів Матінки Сент-Еводи. У будні меси проходять у каплиці Альбане в ризниці.

### Відвідування
Вільний доступ до собору можливий поза релігійними церемоніями. Безкоштовні екскурсії проводяться щосуботи. Для груп та доступу до закритих приміщень (баптистерій, крипта та каплиця Діви Марії) потрібне бронювання з фінансовою участю.

### Збереження
Консервацію та роботи над собором здійснює держава через DRAC. Архітектор Bâtiments de France є куратором будівлі. Він відповідає за профілактичну консервацію, безпеку, утримання та ремонт. Головний архітектор історичних пам'яток проводить реставраційні роботи за рішенням регіонального куратора історичних пам'яток.
11 липня 2024 року пожежа охопила один зі шпилів собору, її локалізували того ж дня.

## Розміри
- Довжина: 137 м
- Ширина фасаду: 61,60 м
- Довжина нефу: 60 м
- Ширина нефу: 11,30 м
- Висота нефу: 28 м
- Висота підвісу лампи: 51 м
- Довжина хору: 34,30 м
- Ширина хору: 12,70 м
- Висота вежі Сен-Ромен: 82 м
- Висота Масляної вежі: 75 м
- Висота шпилю: 151 м

## Галерея

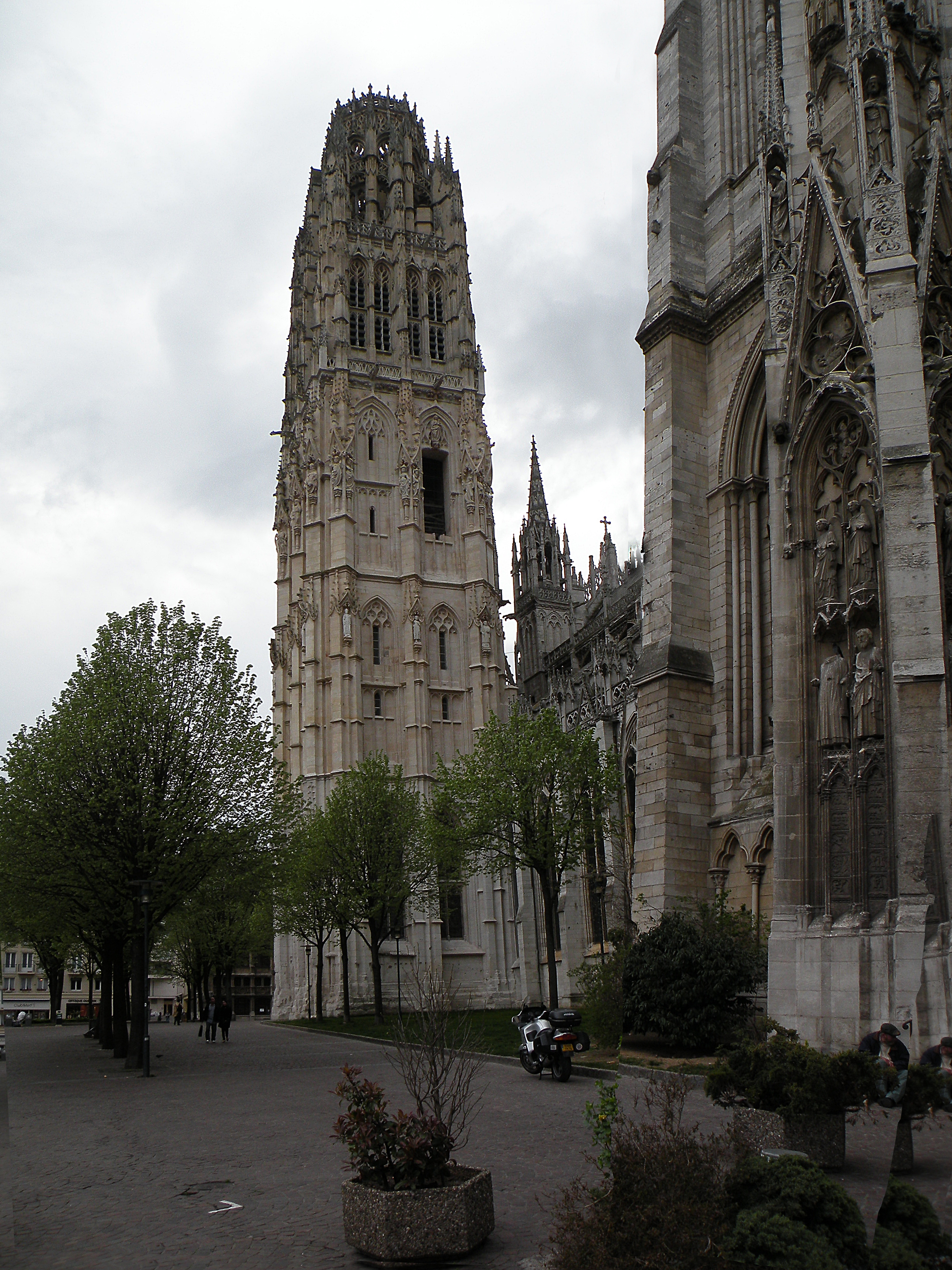
Масляна вежа
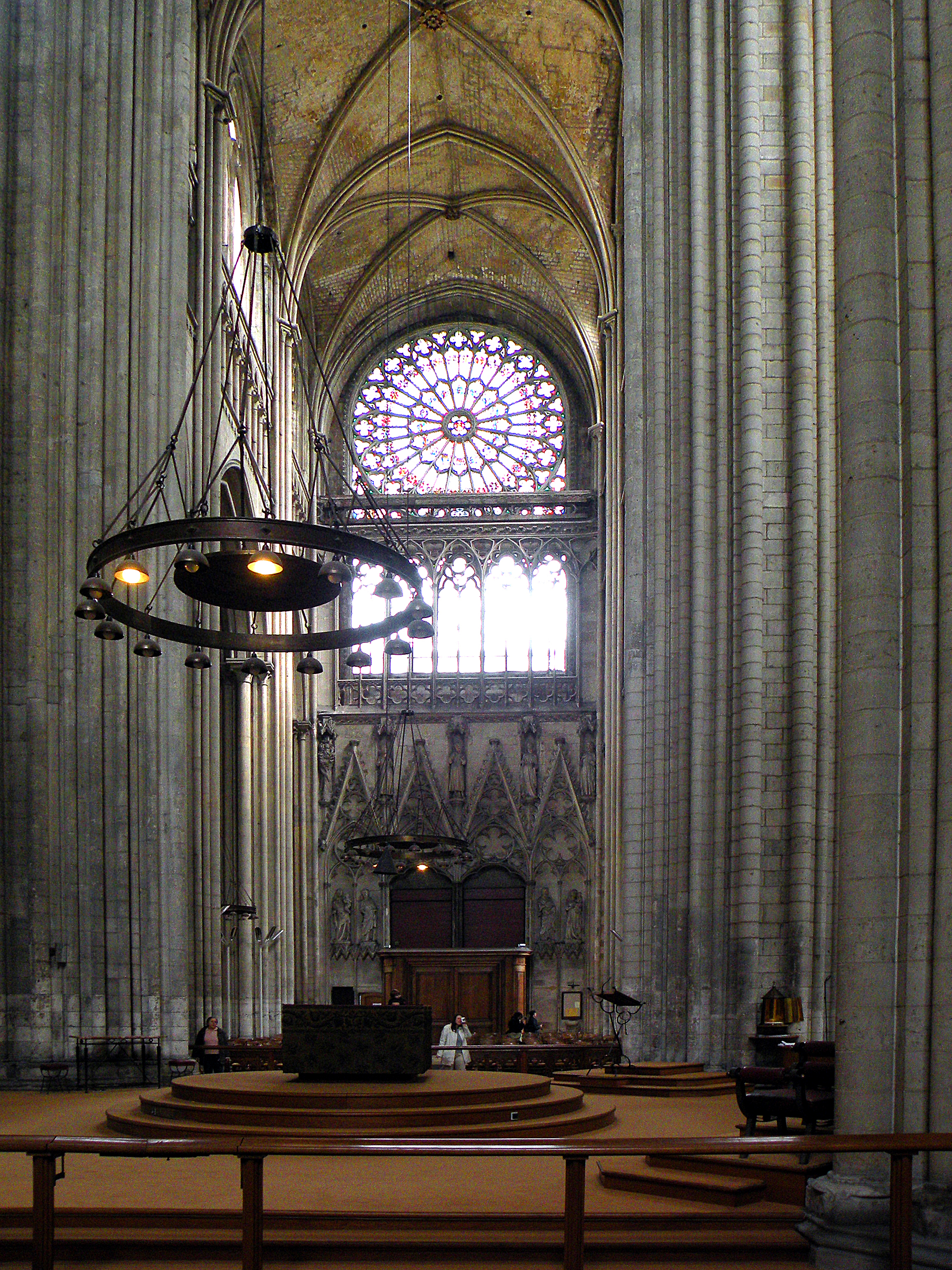
Поперечний неф
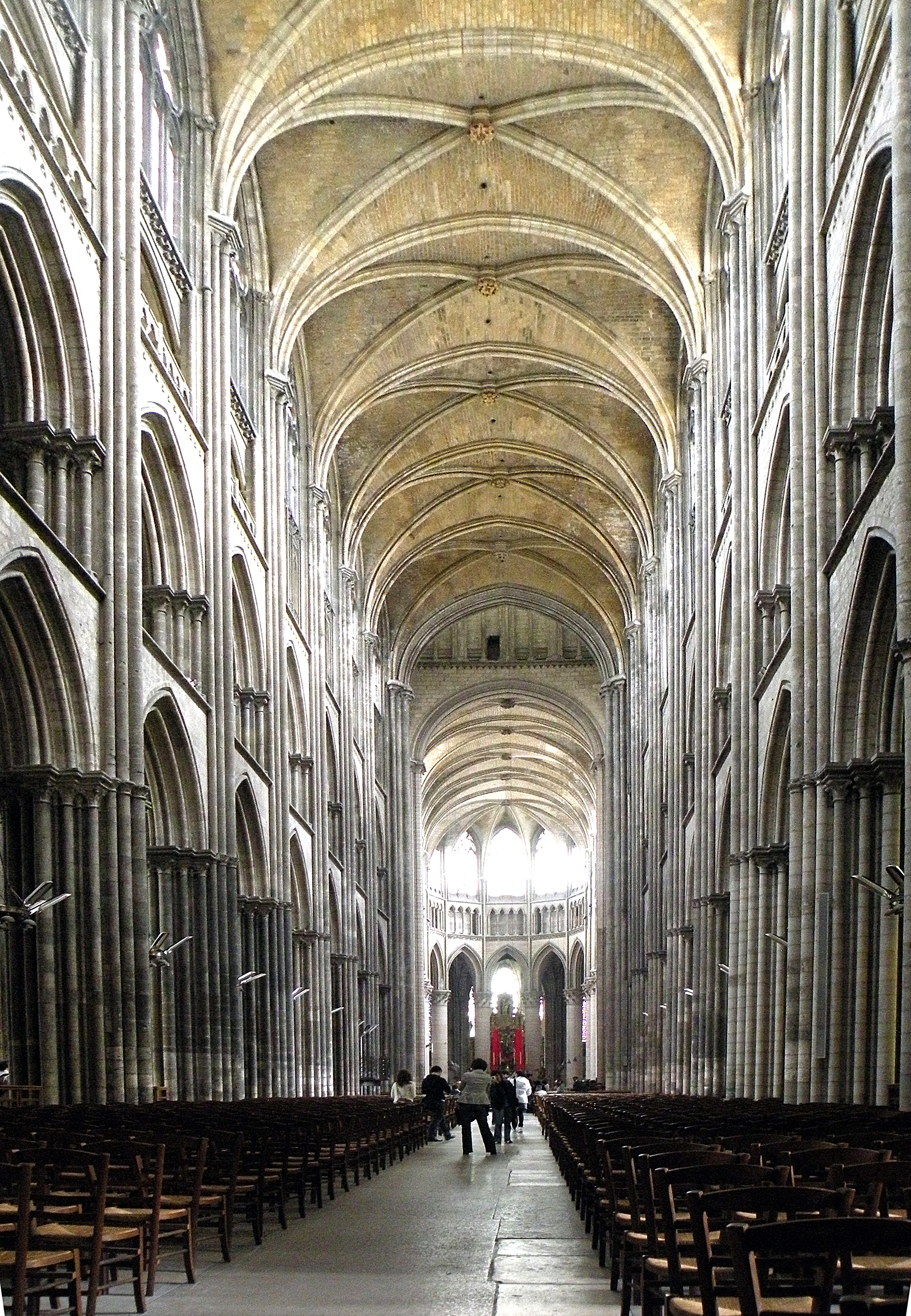
Центральний неф
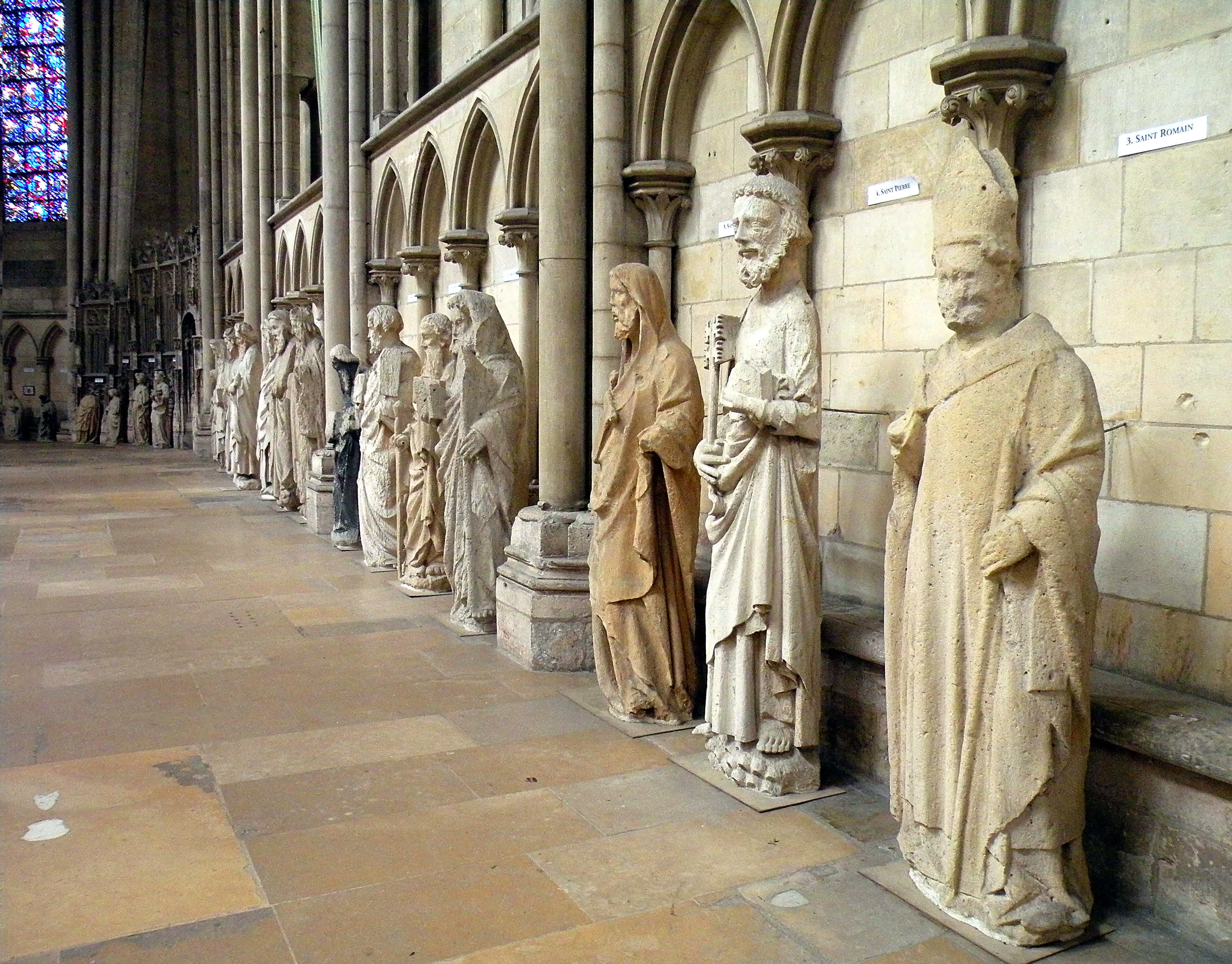
‎Музейна експозиція
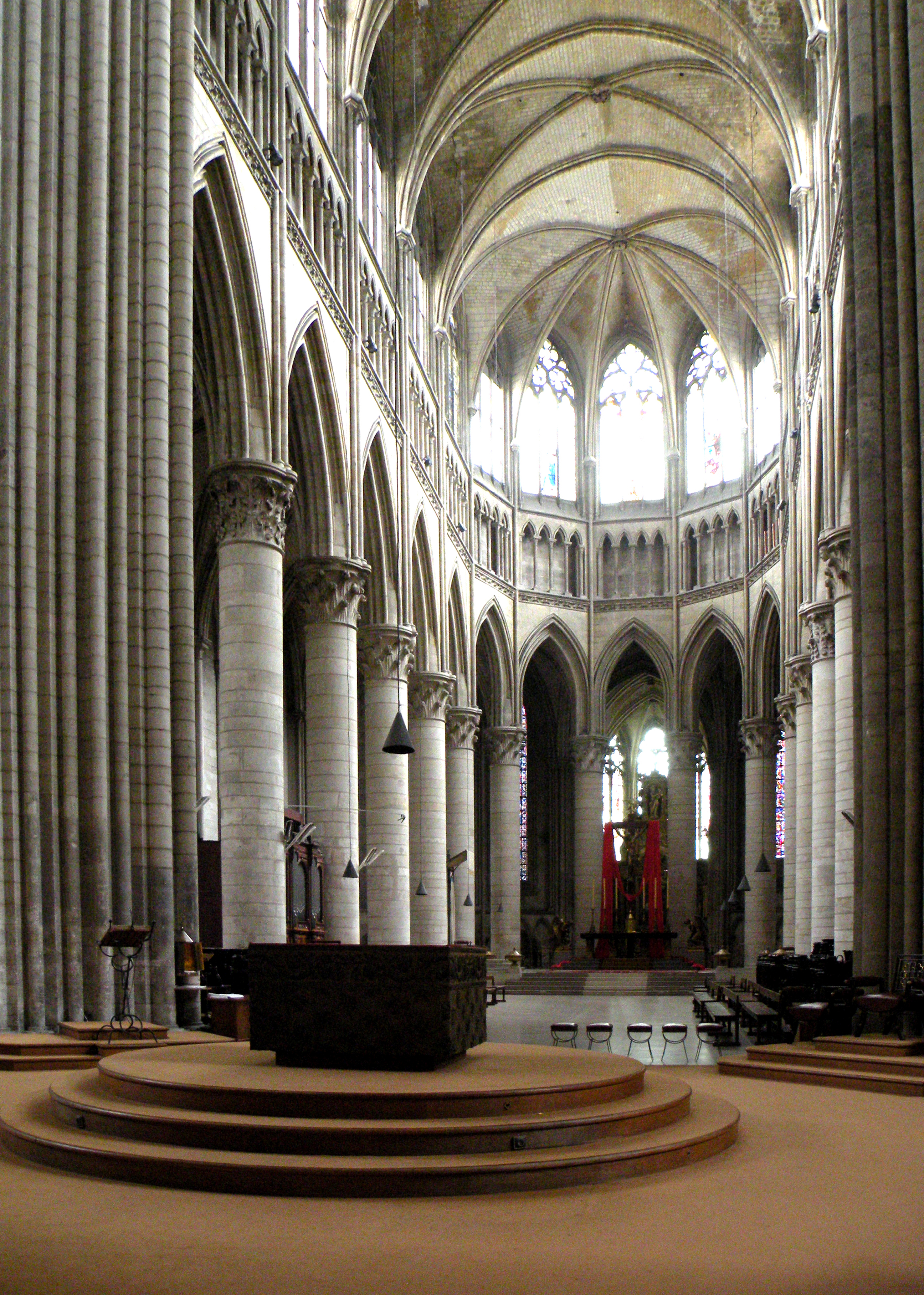
Хор

## Руанський собор у мистецтві

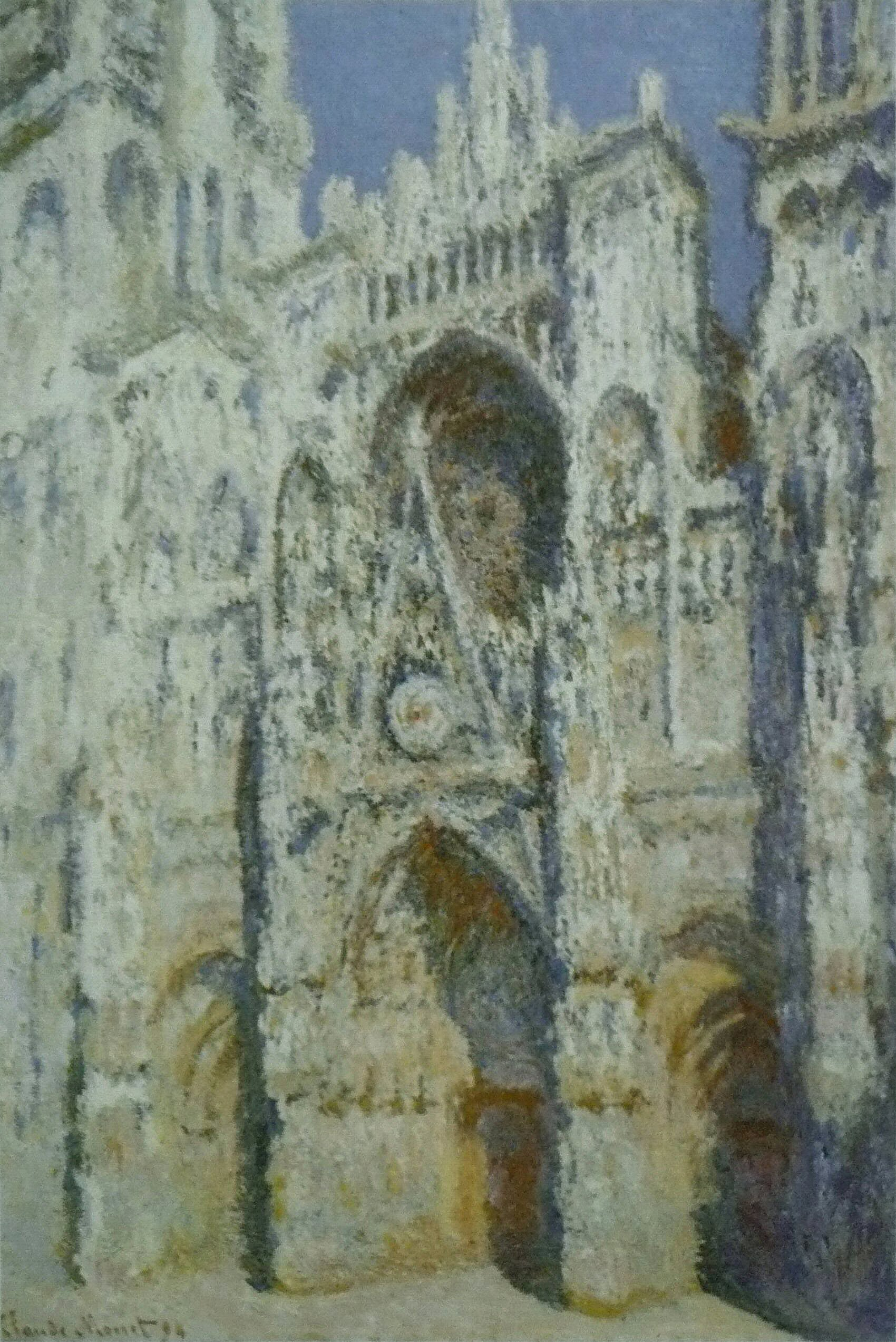
Клод Моне. Руанський собор, портал і вежа Сен-Ромен, при сонячному світлі. Гармонія блакитного й золотого. Музей Орсе, Париж.

У 1890-х роках Клод Моне створив цикл картин, що представляють собор у різному освітленні, у різних кліматичних умовах і в різні пори доби. Було створено 50 полотен. Їх написано з трьох різних точок, що дає три різних види собору. Деякі з полотен були завершені у майстерні художника в Живерні.
У 1969 році Рой Ліхтенштейн створив триптих «Руанський собор».

## Цікаві факти
- 6 червня 2010 року понад тисяча чоловік зайняли всю площу перед міською ратушею в Руані (600 м²). Кожен з них тримав у руках збільшений фрагмент картини Клода Моне «Руанський собор». «Живу картину» сфотографували та зафільмували з гелікоптера, щоб надати доказ для Книги рекордів Гіннеса.[9]